# Franz-Xaver Wack
Franz-Xaver Wack (Biberbach, 1965. március 5.  –) német nemzetközi labdarúgó-játékvezető. Polgári foglalkozása forgorvos.

## Pályafutása

### Nemzeti játékvezetés
A játékvezetésből 1993-ban vizsgázott, 1965-ben lett a II. Liga, 1996-ban az I. Bundesliga játékvezetője. Az aktív nemzeti játékvezetéstől 2006-ban vonult vissza. Második ligás mérkőzéseinek száma: 53. Első ligás mérkőzéseinek száma: 155.

#### Nemzeti kupamérkőzések
Vezetett Kupa-döntők száma: 1.

##### DFB Kupa
| Időpont         | Helyszín                 | Mérkőzés típusa | Mérkőzés                       | Eredmény | Nézők száma |
| --------------- | ------------------------ | --------------- | ------------------------------ | -------- | ----------- |
| 2002. május 11. | Olimpiai Stadion, Berlin | döntő           | Bayer Leverkusen–FC Schalke 04 | 2 : 4    | 70 000      |

### Nemzetközi játékvezetés
A Német labdarúgó-szövetség Játékvezető Bizottsága (JB) terjesztette fel nemzetközi játékvezetőnek, a Nemzetközi Labdarúgó-szövetség (FIFA) 2000-től tartotta nyilván bírói keretében. Több nemzetek közötti válogatott és klubmérkőzést vezetett. A német nemzetközi játékvezetők rangsorában, a világbajnokság-Európa-bajnokság sorrendjében többedmagával a 28. helyet foglalja el 2 találkozó szolgálatával. Az aktív nemzetközi játékvezetéstől 2006-ban a FIFA  egy térdsérülés miatt búcsúzott. Válogatott mérkőzéseinek száma: 7.

#### Európa-bajnokság
Svájc rendezte a 13., a 2002-es U21-es labdarúgó-Európa-bajnokságot, ahol a FIFA/UEFA JB bíróként alkalmazta.
| Időpont         | Helyszín                   | Mérkőzés típusa        | Mérkőzés                  | Eredmény |
| --------------- | -------------------------- | ---------------------- | ------------------------- | -------- |
| 2002. május 19. | Pontaise Stadion, Lausanne | selejtező (B. csoport) | Görögország–Franciaország | 1 : 3    |
| 2002. május 25. | Hardturm Stadion, Zürich   | egyik elődöntő         | Csehország–Olaszország    | 3 : 2    |

Az európai-labdarúgó torna döntőjéhez vezető úton Portugáliába a XII., a 2004-es labdarúgó-Európa-bajnokságra az UEFA JB játékvezetőként foglalkoztatta.
| Időpont             | Helyszín                       | Mérkőzés típusa            | Mérkőzés            | Eredmény | Nézők száma |
| ------------------- | ------------------------------ | -------------------------- | ------------------- | -------- | ----------- |
| 2003. április 30.   | Lokomotiv Stadion, Tbiliszi    | előselejtező (10. csoport) | Grúzia–Oroszország  | 1 : 0    | 11 500      |
| 2003. szeptember 6. | Vaszil Levszki Stadion, Szófia | előselejtező (8. csoport)  | Bulgária–Észtország | 0 : 3    | 0000        |